# Nichtraucherschutz
Als Nichtraucherschutz bezeichnet man Maßnahmen, die geeignet sind, Personen, die nicht rauchen, wirksam vor den Gefahren des Tabakrauchs zu schützen (Passivrauchen).

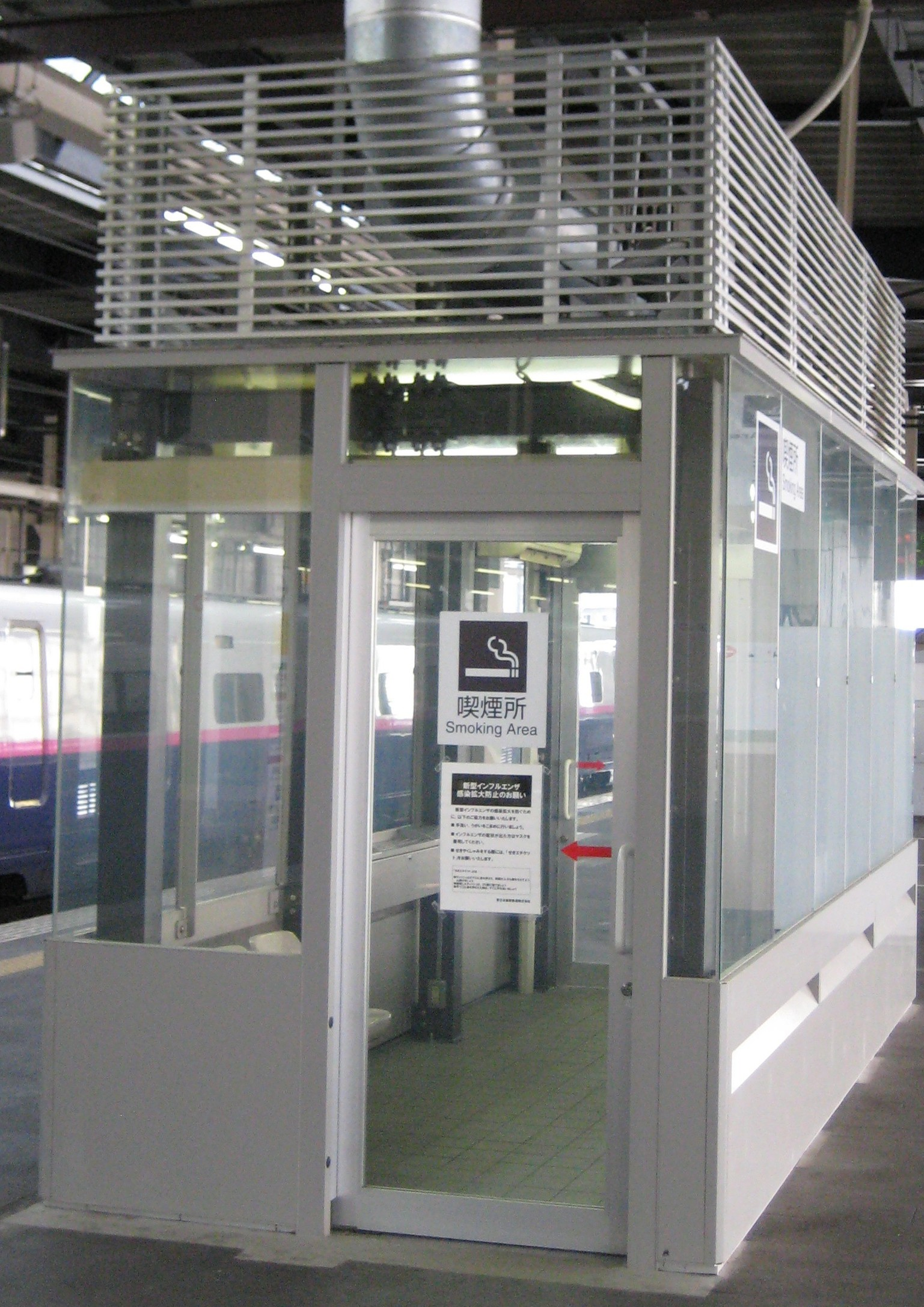
Nichtraucherschutz in Japan: Abgekapselter Raucherraum auf einem Bahnhof – Luftabsaugung auf dem Dach

## Hintergrund
Tabakrauch ist gesundheitsschädigend, nicht nur für Personen, die aktiv Tabak rauchen, sondern auch für alle, die den Qualm anderer einatmen. Selbst der Rauch einer einzelnen Zigarette kann dazu führen, dass die Gesundheit aller im selben Raum geschädigt wird. Über die Schädlichkeit des Passivrauchens besteht daher ein breiter Konsens, von den Fachgesellschaften der Mediziner über die Weltgesundheitsorganisation (WHO) der Vereinten Nationen und das Deutsche Krebsforschungszentrum bis hin zu den 161 Staaten, die der Rahmenkonvention der Weltgesundheitsorganisation zur Tabakkontrolle beigetreten sind, darunter Österreich und Deutschland. Nachdem die Tabakindustrie jahrzehntelang versucht hatte, die Auswirkungen von Passivrauch auf die Gesundheit durch eigens finanzierte Forschung zu verneinen, befürworten auch die Zigarettenhersteller (z. B. Philip Morris) heute Rauchverbote und Maßnahmen zum Nichtraucherschutz. Im „Social Report 2006/07 – Verantwortung im Dialog“ von British American Tobacco wird dargestellt, dass es sich bei der Unterstützung der Gastronomie zur Einrichtung von Raucher und Nichtraucherbereichen sowie zur Verbesserung der Raumluftqualität um ein ethisch und moralisch fundiertes Handeln im Sinne eines Corporate-Social-Responsibility-Marketings handelt.
Wenn ein Raucher an einer Zigarette zieht, entsteht an der Glutspitze bei einer Temperatur von zirka 950 Grad Celsius der sogenannte Hauptstromrauch mit einem Gemisch aus mehr als 12.000 Substanzen, von denen einige von der Weltgesundheitsorganisation als krebserregend oder möglicherweise krebserregend eingestuft wurden. Der Nebenstromrauch, also das, was einer brennenden Zigarette zwischen zwei Zügen entweicht (und was beim Passivrauchen eingeatmet wird) ist aufgrund der niedrigeren Verbrennungstemperatur noch giftiger, da beispielsweise der Anteil an Formaldehyd, Ammoniak und Pyridin wesentlich höher ist.
Passivraucher, so die Weltgesundheitsorganisation, haben ein bis zu 20 Prozent höheres Lungenkrebsrisiko, die Wahrscheinlichkeit einer Herzkrankheit wird durch das Passivrauchen um 35 Prozent erhöht. Nach Schätzungen des Deutschen Krebsforschungszentrums sterben in Deutschland jährlich 3.300 Menschen an den Folgen des Passivrauchens, die meisten durch Herzinfarkte; weltweit sind es laut einer Studie der WHO aus dem Jahr 2009 jährlich 600.000 Menschen.
In vielen Ländern sind Regelungen zum Nichtraucherschutz erlassen worden, jedoch sind laut WHO im Jahr 2009 weltweit noch immer mehr als 94 Prozent der Menschheit nicht durch Gesetze vor Tabakrauch geschützt.

## Nichtraucherschutz in Deutschland

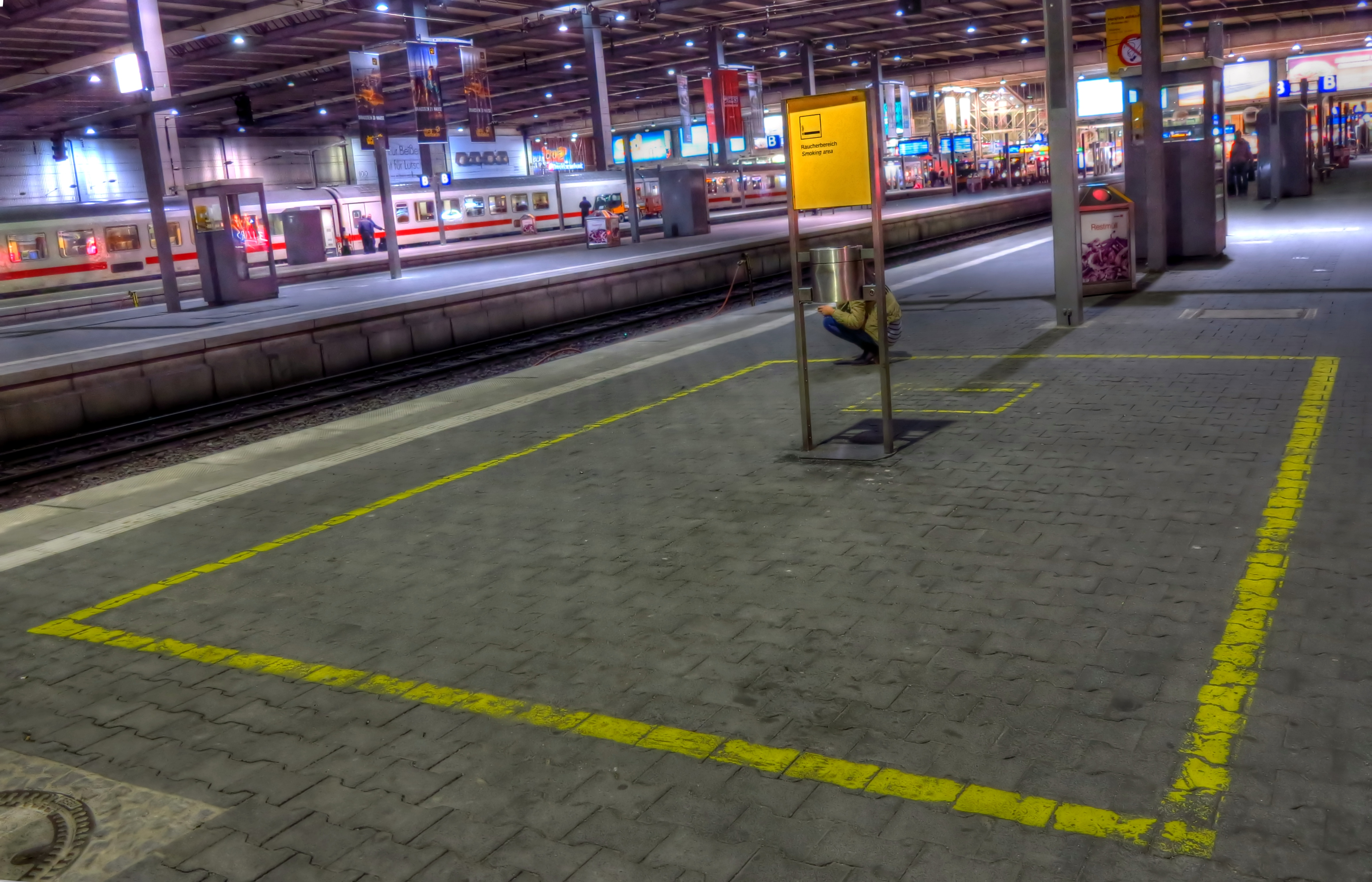
Raucherinsel auf Gleis 12/13 im Münchner Hauptbahnhof

Die Deutsche Bundesbahn änderte 1961 das Verhältnis der Nichtraucher- zu den Raucherabteilen in Personenwagen zugunsten der Nichtraucher. Der Nichtraucherschutz in Deutschland war aber im internationalen Vergleich für lange Zeit wenig entwickelt. Seit 2006 sind mit der Änderung des Vorläufigen Tabakgesetzes, dem Inkrafttreten des Gesetzes zum Schutz vor den Gefahren des Passivrauchens auf Bundesebene (2007) und der Verabschiedung von Gesetzen zum Nichtraucherschutz (2007) in allen Bundesländern wesentliche Änderungen erfolgt. Alle Einrichtungen des Bundes sowie der Verfassungsorgane des Bundes, die Verkehrsmittel des öffentlichen Personenverkehrs und Personenbahnhöfe der öffentlichen Eisenbahnen sind seitdem rauchfrei. Auch an Hochschulen, Schulen, Krankenhäusern und Behörden, die in den Kompetenzbereich der Länder fallen, wurden Rauchverbote erlassen. Die Ausgestaltung dieser Länderregelungen ist nicht einheitlich, so dass gravierende regionale Unterschiede bezüglich der Manifestation im Alltag bestehen.
Da eine Zielvereinbarung des Deutschen Hotel- und Gaststättenverbandes und des Bundesministeriums für Gesundheit und Soziales zum Nichtraucherschutz nicht zu einem ausreichenden Erfolg im Sinne eines wirksamen Nichtraucherschutzes führte, haben die Länder im Rahmen der Landesgesetze zum Schutz vor den Gefahren des Passivrauchens auch Rauchverbote in der Gastronomie erlassen. Die Ausgestaltung dieser Länderregelungen ist ebenfalls nicht einheitlich.
Am Arbeitsplatz hat laut Arbeitsstättenverordnung-§ 5 der Arbeitgeber die „erforderlichen Maßnahmen zu treffen, damit die nicht rauchenden Beschäftigten in Arbeitsstätten wirksam vor den Gesundheitsgefahren durch Tabakrauch geschützt sind.“ In Arbeitsstätten mit Publikumsverkehr sind nur insoweit Schutzmaßnahmen zu treffen, „als die Natur des Betriebes und die Art der Beschäftigung es zulassen“.
Die gesellschaftliche Akzeptanz von Maßnahmen zum Schutz vor den Gefahren des Passivrauchens ist hoch. Eine Untersuchung des Instituts für Demoskopie Allensbach kam 2006 zu dem Ergebnis: „Die große Mehrheit der Bevölkerung (81 Prozent) findet ein gesetzlich geregeltes Rauchverbot in öffentlichen Behörden und Ämtern richtig und angebracht. Eine Mehrheit von 61 Prozent ist auch dafür, daß in anderen öffentlichen Gebäuden wie Bahnhöfen und Flughäfen das Rauchen grundsätzlich verboten wird. Im Blick auf ein gesetzlich geregeltes Rauchverbot in Gaststätten und Restaurants gehen die Meinungen allerdings auseinander. 47 Prozent der Bevölkerung sind für ein solches Verbot, 41 Prozent halten jedoch ein Rauchverbot in Restaurants für nicht notwendig.“ In einer erneuten Umfrage im Februar 2008 sprachen sich nur noch 14 Prozent der Bevölkerung dafür aus, das Rauchen in Gaststätten generell zu erlauben. Andere Untersuchungen kommen zu ähnlichen Ergebnissen: Für ein Rauchverbot in öffentlichen Gebäuden und Restaurants sprachen sich 2006 laut einer Umfrage des Meinungsforschungsinstituts polis/Usuma für den Focus 76 Prozent der Deutschen aus. Auch Umfragen der GfK im Auftrag des DKFZ und von Infratest dimap im Auftrag der hessischen Landesstelle für Suchtfragen ergaben eine Zustimmung zu Rauchverboten in der Gastronomie von etwa 70 Prozent.

### Wirksamkeit des Nichtraucherschutzes
Nach Ausführungen des DKFZ ist in verschiedenen Ländern eine nachweisliche Verbesserung der Raumluftqualität und somit eine deutliche Reduktion der Belastung der Atemluft eingetreten, nachdem Nichtraucherschutzgesetze eingeführt wurden.
So sank z. B. in Norwegen der durchschnittliche Nikotinanteil in der Raumluft von 28,3 µg/m³ auf 0,6 µg/m³ in Folge der Einführung des Nichtraucherschutzes in Gastronomiebetrieben. In Irland konnte im Zuge der Durchsetzung der rauchfreien Gastronomie eine Verringerung des Benzolanteils in der Raumluft von 18,8 µg/m³ auf 3,7 µg/m³ innerhalb eines Jahres festgestellt werden. Eine weitere irische Studie belegt einen Rückgang des Nikotins in der Raumluft um 83 %. In Spanien zeigte sich sogar eine Verringerung des Nikotinanteils in der Raumluft um 97 %.
Auch die vom DKFZ durchgeführten Studien aus den Jahren 2005, 2007 und 2009 zur Situation in Deutschland zeigten eine deutliche Verringerung der Partikelkonzentrationen in der Raumluft von Gastronomiebetrieben. Insgesamt sank im Laufe der Jahre die Partikelkonzentration in Diskotheken um 82 %, in Bars um 76 %, in Restaurants um 79 % und in Cafés um 71 %.
Ausnahmeregelungen – etwa Raucherräume – bedingen jedoch, dass im Jahre 2009 das Personal in nur teilweise rauchfreien Gastronomien immer noch einer 5- bis 11-fach höheren Partikelkonzentration ausgesetzt ist als Mitarbeiter in vollständig rauchfreien Gastronomiebetrieben.

### Volksentscheid „Nichtraucherschutz“ in Bayern
Die bayerische CSU-Alleinregierung hatte 2008 das bis dato deutschlandweit strengste Gesetz zum Nichtraucherschutz erlassen. Nach der CSU-Wahlschlappe bei der Landtagswahl 2008 wurde das Verbot von der neuen CSU-FDP-Koalitionsregierung unter Horst Seehofer zum 1. August 2009 wieder gelockert.
Im Volksbegehren „Für echten Nichtraucherschutz!“ verlangte ein breites parteiübergreifendes gesundheitspolitisches Bündnis die Wiedereinführung des konsequenten Nichtraucherschutzes. Mit den Unterschriften von 1.298.746 Personen wurde die erforderliche Zehnprozenthürde übersprungen (13,9 Prozent). Der Bayerische Landtag lehnte mit der Mehrheit von CSU und FDP den Gesetzentwurf jedoch ab. Am 4. Juli 2010 entschied die bayerische Bevölkerung in einem landesweiten Volksentscheid über das Volksbegehren, das mit 61,0 Prozent der abgegebenen Stimmen angenommen wurde. Die Wahlbeteiligung lag bei 37,7 Prozent.
In Bayern ist seit dem 1. August 2010 das Tabakrauchen in Innenräumen von Gaststätten aller Art, Diskotheken sowie Festzelten nicht mehr gestattet. Erlaubt sind nur der Konsum von tabakfreien Kräuterzigaretten sowie tabakfreie Wasserpfeifen mit aus Mineralien bestehenden Shiazo-Steinen oder getrockneten Früchten und elektrische Zigaretten, wenn nikotinhaltige Lösungen vernebelt werden, da hier kein Verbrennungsvorgang auf Tabakbasis stattfindet. Dagegen fallen elektronische Zigaretten, die Tabak oder Tabakerzeugnisse enthalten, unter den Verbotskatalog des Gesundheitsschutzgesetzes.

### Kritik an mangelhafter Umsetzung des Nichtraucherschutzes
Zum Weltnichtrauchertag 2011 übten die Deutsche Krebshilfe, das Deutsche Krebsforschungszentrum sowie das „Aktionsbündnis Nichtrauchen“ namhafter Organisationen des Gesundheitswesens in der Bundesrepublik scharfe Kritik daran, dass seit der Unterzeichnung der WHO FCTC im Jahr 2003 in Deutschland viel zu wenig für den Nichtraucherschutz und gegen das Passivrauchen getan wurde. Die Organisationen warfen den 16 Bundesländern vor, sie hätten unterschiedliche Regelungen und seien verantwortlich für diesen „Flickenteppich Deutschland“. Vorrangig für das Aktionsbündnis ist auch der Schutz der Kinder, da diese nach wie vor den Gefahren des Passivrauchens ausgesetzt sind, zum Beispiel in Autos, auf Spielplätzen und zu Hause.

### Nichtraucherschutz in den Bundesländern
Mit der warnenden Aussage „Rauchen in der Schwangerschaft ist Körperverletzung am ungeborenen Kind“ unterstreicht das Niedersächsische Ministerium für Soziales, Gesundheit und Gleichstellung den weiteren Handlungsbedarf im Themenfeld „Passivrauchen“.
Im bevölkerungsreichsten Bundesland Nordrhein-Westfalen trat am 1. Mai 2013 das neue Nichtraucherschutzgesetz in Kraft. Damit wurde das Rauchen in Kneipen, Restaurants, Festzelten, geschlossenen Sportstadien und auch auf Spielplätzen gesetzlich verboten. Ferner wurden die Ausnahmen vom Rauchverbot für Schulgelände, Raucherräume und Raucherclubs aufgehoben.
Die Regelung, dass in abgetrennten und ausgewiesenen Bereichen und oftmals in Festzelten das Rauchen erlaubt ist, gilt in Baden-Württemberg, Berlin, Brandenburg, Bremen, Hessen, Mecklenburg-Vorpommern, Niedersachsen, Rheinland-Pfalz, Sachsen, Sachsen-Anhalt, Schleswig-Holstein und Thüringen. In Rheinland-Pfalz und Sachsen darf zusätzlich in inhabergeführten Einraum-Gastronomien ohne Angestellte geraucht werden. In Berlin, Hamburg, Niedersachsen und Sachsen gilt der Zusatz, dass in Einraumgaststätten, welche eine Gastfläche von unter 75 Quadratmetern aufweisen und primär Getränke anbieten, geraucht werden darf, wenn nur volljährige Personen Zutritt haben und keine warmen Speisen serviert werden. Ein totales Rauchverbot für Gastronomien gilt in Bayern, Nordrhein-Westfalen und dem Saarland.
Das Donaustadion in Ulm verfügt bereits seit der Saison 1999/2000 über einen Nichtraucherblock.

### Verfassungsrechtliche Grenzen des Nichtraucherschutzes
Der Konsum von Tabakwaren gilt in Deutschland als sozialüblich.
Das Rauchen ist vom Schutzbereich des Grundrechts der Allgemeinen Handlungsfreiheit erfasst. Gesetze, die das Rauchen verbieten oder einschränken, sind daher rechtfertigungsbedürftig und müssen dem Grundsatz der Verhältnismäßigkeit entsprechen, d. h. einen legitimen Zweck verfolgen, erforderlich und angemessen sein.
Das Bundesverfassungsgericht sieht den Schutz vor den Gefahren des Passivrauchens als legitimen Gesetzeszweck an. Bei der Einschätzung der Erforderlichkeit komme dem Gesetzgeber allerdings ein weiter Spielraum zu. Demgegenüber wird von Teilen des Schrifttums eine Schutzpflicht des Staates gegenüber Nichtrauchern aufgrund ihres Rechts auf Leben und körperliche Unversehrtheit ausdrücklich bejaht. Je nach Sachlage kann daher die allgemeine Handlungsfreiheit der Raucher nachrangig sein.

### Elektrische Zigaretten
Die aktuelle politische Diskussion stellt infrage, ob der Nichtraucherschutz erweitert werden muss. Die (gelegentlich so genannten) „rauchlosen“ Zigaretten (da sie keinen Tabak verbrennen und Dampf anstelle von Rauch produzieren) werden oftmals als in Nichtraucherzonen erlaubt angepriesen, was den Tatsachen entspricht. Nur über das Hausrecht kann der Konsum untersagt werden.
Im Jahr 2012 veröffentlichte Studien zeigten, dass die Auswirkungen des untersuchten Passivdampf auf die Raumluft, wenn man sie mit dem traditionellen Tabakrauchen vergleicht, kaum messbar sind. Weiterhin hat der Passivdampf nicht die giftigen und krebserregenden Eigenschaften von Passivrauch. Die Forscher machen die fehlende Verbrennung und den fehlenden Nebenstromrauch bei der elektrischen Zigarette als Gründe für die gemessenen Unterschiede in der Luftverschmutzung aus. Sie kommen zu dem Fazit, dass man „auf Basis der ARPA-Daten über die Luftverschmutzung in Städten sagen kann, dass es ungesünder sein kann, in einer großen Stadt zu atmen, als sich im selben Raum mit einem konsumierenden E-Zigarettennutzer zu befinden.“

## Nichtraucherschutz in Österreich
Schon seit 1995 ist das Rauchen in öffentlichen Gebäuden, Amtsgebäuden, Schulen u. ä. in Österreich verboten. Die Züge der Österreichischen Bundesbahnen sind seit dem 1. September 2007 durchgehend rauchfrei, auch das Rauchen auf Bahnhöfen ist grundsätzlich verboten.
Eine Novelle des Tabakgesetzes, die am 1. Jänner 2009 in Kraft trat, untersagte das Rauchen in Gaststätten und bei öffentlichen Veranstaltungen grundsätzlich. Von diesen Bestimmungen gab es aber zahlreiche Ausnahmen, etwa Ein-Raum-Betriebe unter 50 m² (die wahlweise als Raucher- oder Nichtraucherlokal geführt werden konnten) sowie abgetrennte Raucherbereiche in größeren Lokalen.
Nach dem Erfolg einer Volksbefragung in Bayern versuchten Aktivisten auch in Österreich ein Volksbegehren für das „Nicht rauchen in Lokalen“ und in öffentlichen, geschlossenen Räumen als generelle Gesetzgebung zu initiieren. Die Gruppe organisierte sich in Facebook und erreichte die Zahl von 106.000 Mitgliedern innerhalb von vier Monaten. Ende 2011 lief die Frist für die Unterstützungserklärungen aus. Die Mindestanzahl an Unterstützern (Quorum) wurde nicht erreicht.
Aufgrund massiver Vollzugsdefizite und der veränderten öffentlichen Meinung wurde 2015 ein Totalverbot für alle Räume zur „Herstellung, Verarbeitung, Verabreichung oder Einnahme von Speisen oder Getränken“ sowie die „in Gastronomiebetrieben für alle den Gästen zur Verfügung stehenden Bereiche, ausgenommen Freiflächen“ erlassen. Zum ersten Mal waren jetzt ausdrücklich auch Mehrzweckhallen bzw. Mehrzweckräume sowie nicht ortsfeste Einrichtungen („insbesondere Festzelte“) umfasst, ebenso „Räume, in denen Vereine Veranstaltungen, auch ohne Gewinnerzielungsabsicht, abhalten“. Damit sollte einer Umgehung vorgebeugt werden.
Durch Lobbying insbesondere der Bundeswirtschaftskammer wurde das Inkrafttreten dieses Verbots bis Mai 2018 hinausgezögert. Am 22. März 2018 beschloss der Nationalrat jedoch die Rücknahme des geplanten Rauchverbots. Weiters wurde ein Verkaufsverbot für Zigaretten an unter 18-Jährige beschlossen, das ab dem Jahr 2019 gilt sowie ein Rauchverbot in Fahrzeugen, sofern sich darin eine Person befindet, die das 18. Lebensjahr noch nicht vollendet hat.
Das eingeschränkte Rauchverbot in der Fassung von 2015 blieb somit zunächst in Kraft. Ein weiteres Nichtrauchervolksbegehren, das im Oktober 2018 mit 881.569 Stimmen das selbst gesteckte Ziel von 900.000 Stimmen knapp verfehlte, konnte daran nichts ändern.
Erst nach dem Ende der Regierung Kurz I konnte das Parlament das geplante Totalverbot doch noch in Kraft setzen. Am 2. Juli 2019 wurde die 2015 erarbeitete Novelle (BGBl. I Nr. 101/2015) wieder aufgegriffen und im österreichischen Nationalrat erneut beschlossen, so dass das ursprünglich für 2018 vorgesehene Rauchverbot nun um 18 Monate später, als ursprünglich vorgesehen in Kraft treten konnte. Bei der erneuten Abstimmung sprach sich nur mehr die FPÖ gegen die Einführung des Rauchverbotes aus. Durch die Streichung des § 13a gilt daher seit 1. November 2019 das Rauchverbot vollumfänglich in allen öffentlichen Räumlichkeiten, in denen Getränke oder Speisen hergestellt, verarbeitet, verabreicht oder verzehrt werden sowie generell in Gastronomiebetrieben in allen den Gästen zur Verfügung stehenden Bereichen (Garderobe, Sanitäranlagen usw.)
Neben diesen bundesgesetzlichen Regelungen existieren auch auf Landes- und Gemeindeebene einschlägige Bestimmungen. So ist etwa das Rauchen auf Kinderspielplätzen in Wien verboten.

## Nichtraucherschutz in der Schweiz
Seit 1. Juni 2019 gilt in sämtlichen Bahnhöfen der Schweiz ein generelles Rauchverbot außerhalb der Raucherzonen.
In einem europaweiten Ranking von 2022 zur Tabakprävention landete die Schweiz auf dem zweitletzten Platz. Die Interessen der Industrie würden über die Gesundheit der Bevölkerung gestellt, erklärten die Autoren der Studie. Den größten Handlungsbedarf sehen sie aber nicht im Nichtraucherschutz, sondern bei der Werbung und den tiefen Steuern. Nach einer abgelehnten Initiative 2012 wurde 2022 die Initiative «Ja zum Schutz der Kinder und Jugendlichen vor Tabakwerbung», die eine deutliche Einschränkung der Tabakwerbung verlangt, angenommen. Die Umsetzung ist allerdings noch ausstehend[veraltet].

## Raucherdiskriminierung
Als Reaktion auf weitreichende Rauchverbote und das als feindselig empfundene Verhalten von Nichtrauchern wird von Rauchern vorgebracht, sie würden inzwischen unzulässig diskriminiert.
In Wien fand am 3. Oktober 2013 ein Flashmob gegen Raucherdiskriminierung statt.